# Polaroid

Polaroid ist eine traditionsreiche US-amerikanische Marke aus dem Bereich der Fotografie, die vor allem durch Sofortbildkameras internationale Popularität erlangte und somit zum Gattungsnamen für Sofortbildfotografie wurde. Zu den unter der Marke vertriebenen Produkten zählten zeitweise auch Sonnenbrillen und verschiedene Artikel aus der Unterhaltungselektronik. Unter dem Markennamen Polaroid werden weiterhin Sofortbildkameras und verschiedene Filmetypen vertrieben. Das 1937 von Edwin Herbert Land gegründete Unternehmen, die Polaroid Corporation, befindet sich seit 2009 im Besitz der „PLR IP Holdings, LLC“.

## Geschichte

### Anfänge

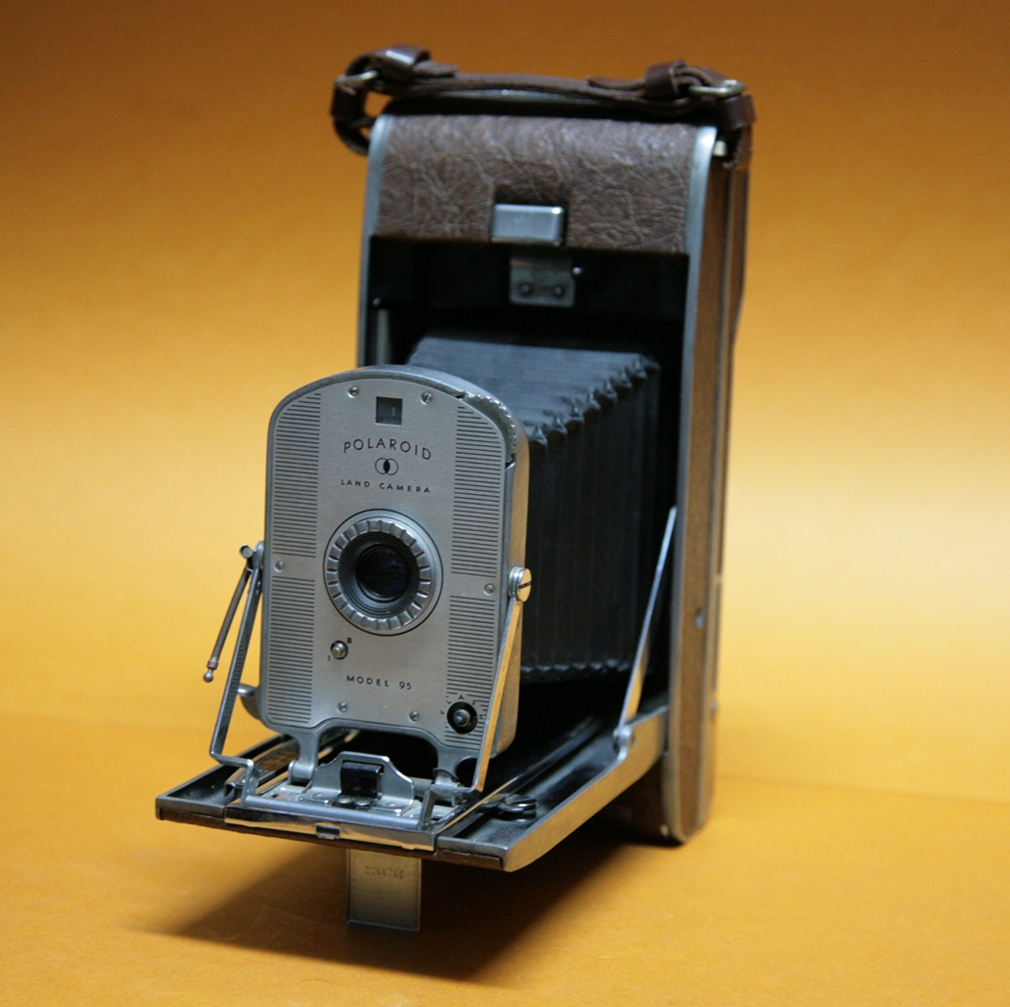
Polaroid Land Camera Modell 95 von 1948

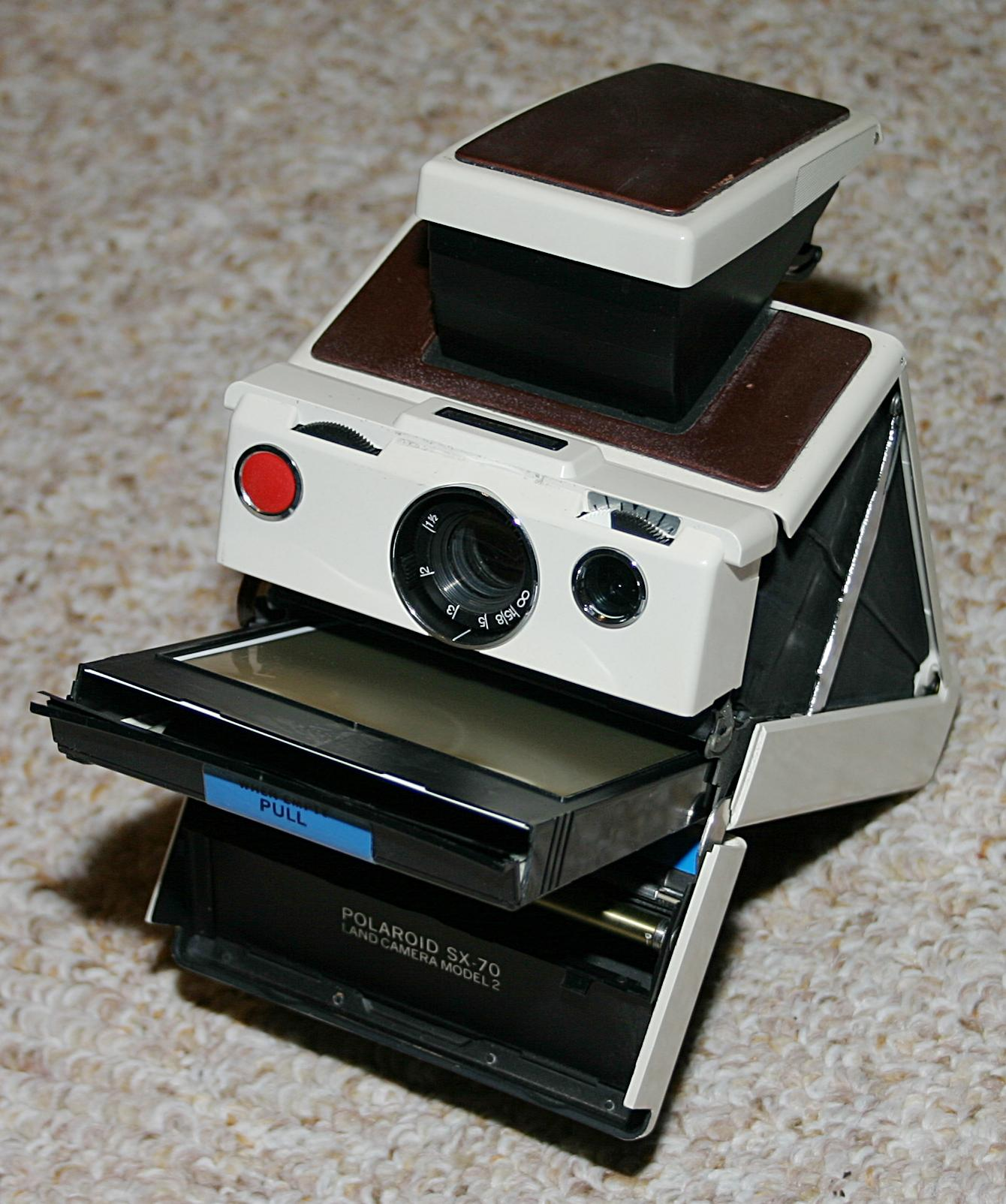
Polaroid SX-70 (geöffnet)

Der Physiker Edwin Herbert Land entwickelte Polarisationsfolien, für die er 1933 ein Patent erteilt bekam. Diese Polaroid-Filter genannten Polarisationsfilter basierten auf einer gestreckten Polymer-Folie (Polyvinylalkohol) mit eindiffundiertem Jod. Mit ihnen machte sich Land im weiteren Verlauf selbständig, indem er 1937 in Boston ein eigenes Unternehmen gründete, die Polaroid Corporation. Auch wurden die Folien unter diesem Namen angeboten, sie fanden sich unter anderem in Sonnenbrillen.
Am 21. Februar 1947 stellte Land auf der Versammlung der Optical Society of America einen neuartigen, Land camera genannten Fotoapparat in der Bauart einer Balgenkamera vor, der man kurz nach der Aufnahme ein fertiges Positivbild entnehmen konnte. Die eigentliche revolutionäre Neuerung jedoch lag weniger in der Kamera als vielmehr im dazugehörigen Film: Erstmals kam ein Schnellentwicklungsverfahren zum Einsatz, das noch an Ort und Stelle das belichtete Negativ auf ein Positiv übertrug.

„Eine neue Kamera, die eine Minute nach Auslösen des Verschlusses das fertige Bild liefert, wurde am 21. Februar von ihrem Erfinder, Edwin H. Land, dem Direktor der Polaroid-Gesellschaft für optische Geräte, vorgeführt. Die Kamera vereinigt in einer einzigen Phase sämtliche Vorgänge des gewöhnlichen Photographierens. Beim Drehen eines Knopfes erscheint ein fertiges positives Bild. Die Kamera hat keinen Entwicklungstank. Die Bilder kommen trocken heraus und benötigen keine weitere Bearbeitung. […] Bei einigen ähnlichen von Land erfundenen Systemen kann das Negativ auch noch zum Abziehen weiterer Bilder nach der üblichen Art verwendet werden. In der neuen Kamera können alle gebräuchlichen Filme verwendet werden.“

Die erste Kamera (Typ 95) verkaufte am 26. November 1948 die Jorden Marsh Company in Boston. Handelte es sich zunächst nur um schwarzweiße, in den ersten Jahren genau genommen sepiafarbene (also alten, braungetönten Fotos ähnliche) Bilder, erschien 1963 der Polacolor genannte Farbfilm.
Schon 1957 stellte Polaroid einen Diafilm vor, mit dem man binnen zwei Minuten projektionsfähige Diapositive herstellen konnte. 1959 kam mit dem Typ 3000 ein hochempfindlicher Film auf den Markt, so dass man bei Innenaufnahmen auf ein Blitzgerät verzichten konnte. 1961/62 folgte mit der Mehrzweckkamera MP 3 ein Gerät, mit dem man auch hochwertige Reproduktionen erstellen konnte, beispielsweise in Bibliotheken von alten Schriften. 1964/65 kamen mit dem Typ 413 ein infrarotempfindlicher Film und mit dem XR 7-System eine Röntgendiffraktionskassette für die Kristallographie auf den Markt. Ein spezielles Kamerasystem, genannt ID-2, erlaubte es, in zwei Minuten fälschungssichere Ausweise herzustellen.
Am 25. April 1972 demonstrierte Edwin Land auf einer Generalversammlung, wie er mit einem neuen Kameramodell innerhalb von zehn Sekunden fünf Bilder belichtete, die sich binnen vier Minuten selbst entwickelten – ohne dass das Bild vom Negativ getrennt werden musste, da alle Filmbestandteile im ausgeworfenen Bild integriert waren. Das System nannte sich SX-70 (wie der firmeninterne Codename, der bereits für die Entwicklung des Sofortbildverfahrens in den 1940er Jahren benutzt wurde). Es erschien zur Jahreswende 1972/73 auf dem amerikanischen und 1974 auf den europäischen Markt.
Zur Jahreswende 1981/82 erschien als Nachfolger der Film Typ 600, der dem SX-70 sehr ähnelte, aber lichtempfindlicher war und in Einsteigerkameras verwendet wurde. Der etwas größere Filmtyp 1200, auch Image oder Spectra genannt, erschien wenig später, um den professionellen Markt zu bedienen. In den 1990er-Jahren versuchte Polaroid, mit neuen Produktreihen wie Captiva und iZone Gelegenheitsfotografen bzw. die junge Generation anzusprechen. Das Bildformat war sehr klein, die Produkte wurden bald wieder eingestellt. Seit Februar 2008 stellt das Unternehmen Polaroid keine Sofortbildkameras mehr her. Am 17. Juni 2008 wurde die Produktion des letzten Polaroid-Films T600 im niederländischen Werk Enschede eingestellt.

### Jüngere Geschichte
2001 meldete das Unternehmen erstmals Insolvenz an, es folgten mehrere Eigentümerwechsel und schließlich der Verkauf an die „Petters Group“. Am 18. Dezember 2008 beantragte Polaroid ein Insolvenzverfahren nach Chapter 11 des amerikanischen Insolvenzrechts. Als Grund wurde der Betrug des damaligen Geschäftsführer Tom Petters angegeben. Tom Petters wurde im April 2010 zu 50 Jahren Gefängnis verurteilt, da er mit einem Schneeballsystem einen Schaden von über 3,5 Milliarden US-Dollar angerichtet hatte. Einer seiner Rechtsanwälte kündigte Rechtsmittel gegen das Urteil an. 2009 wurde Polaroid dann an das Joint Venture „Hilco Consumer Capital LP of Toronto und der Gordon Brothers Brands LLC of Boston“ verkauft. Dadurch wurde die Polaroid Corporation eine gemeinsame Holding unter einer Muttergesellschaft mit dem Namen „PLR IP Holdings“, LLC.
Im Januar 2010 wurde auf der Consumer Electronics Show (CES) in Las Vegas die Sängerin Lady Gaga medienwirksam als Creative Director von Polaroid vorgestellt. Im Januar 2011 präsentierten Polaroid und Lady Gaga auf der CES in Las Vegas das „Grey Label“. Es beinhaltet drei Produkte: eine neue Digitalkamera, einen mobilen Drucker und eine Sonnenbrille. Kamera und Drucker verwenden das schon im PoGo angewandte Thermodruckverfahren.
Nachdem das Unternehmen die Produktion von Sofortbildkameras und Filmen im Rahmen der Insolvenz eingestellt hatte, um sich voll auf den Handel von Produkten für die Digitalfotografie zu konzentrieren, wurde Anfang Mai 2010 mit der analogen Sofortbildkamera Polaroid 300 eine Fujifilm Instax Mini mit Polaroid-Schriftzug in das Vertriebsprogramm aufgenommen.
Das Unternehmen „The Impossible Project“ übernahm 2008 die ehemalige Polaroid-Filmfabrik in Enschede, Niederlande, um neue Filmmaterialien für die traditionellen Sofortbildkameras zu produzieren. Da eine Reihe von ehemaligen Zulieferern notwendige Vorprodukte nicht mehr herstellen, musste die Zusammensetzung der Filme mit Unterstützung von Ilford zum Teil neu entwickelt werden. 2017 wurde das Unternehmen „The Impossible Project“ in „Polaroid Originals“ umbenannt. Seit 2020 heißt das Unternehmen nur noch Polaroid B.V.
Im Januar 2016 gab das Unternehmen auf der Consumer Electronics Show in Las Vegas bekannt, in Zusammenarbeit mit dem britischen Unternehmen EBP (Environmental Business Products), einen eigenen 3D-Drucker auf den Markt bringen zu wollen. Der erste 3D-Drucker von Polaroid heißt „Polaroid ModelSmart 250“ und wird ab Mitte 2016 in 15 europäischen Ländern angeboten, unter anderem in Deutschland, Großbritannien, Frankreich und den skandinavischen Ländern. Für die alten Polaroid Trennbild-Kameras der Serien 100 bis 400 werden inzwischen unter dem Label New55 ebenfalls wieder Packfilme hergestellt.
2017 wurde die „PLR IP Holdings, LLC“ an eine Investorengruppe um den polnischen Unternehmer Wiaczesław Smołokowski verkauft. Dessen Sohn Oskar Smołokowski ist der CEO des niederländischen Unternehmens „Polaroid B.V.“. Geführt wird das Marken- und Produktgeschäft im US-amerikanischen Minnetonka sowie im niederländischen Enschede.

## Filmtypen

### Trennbildfilm

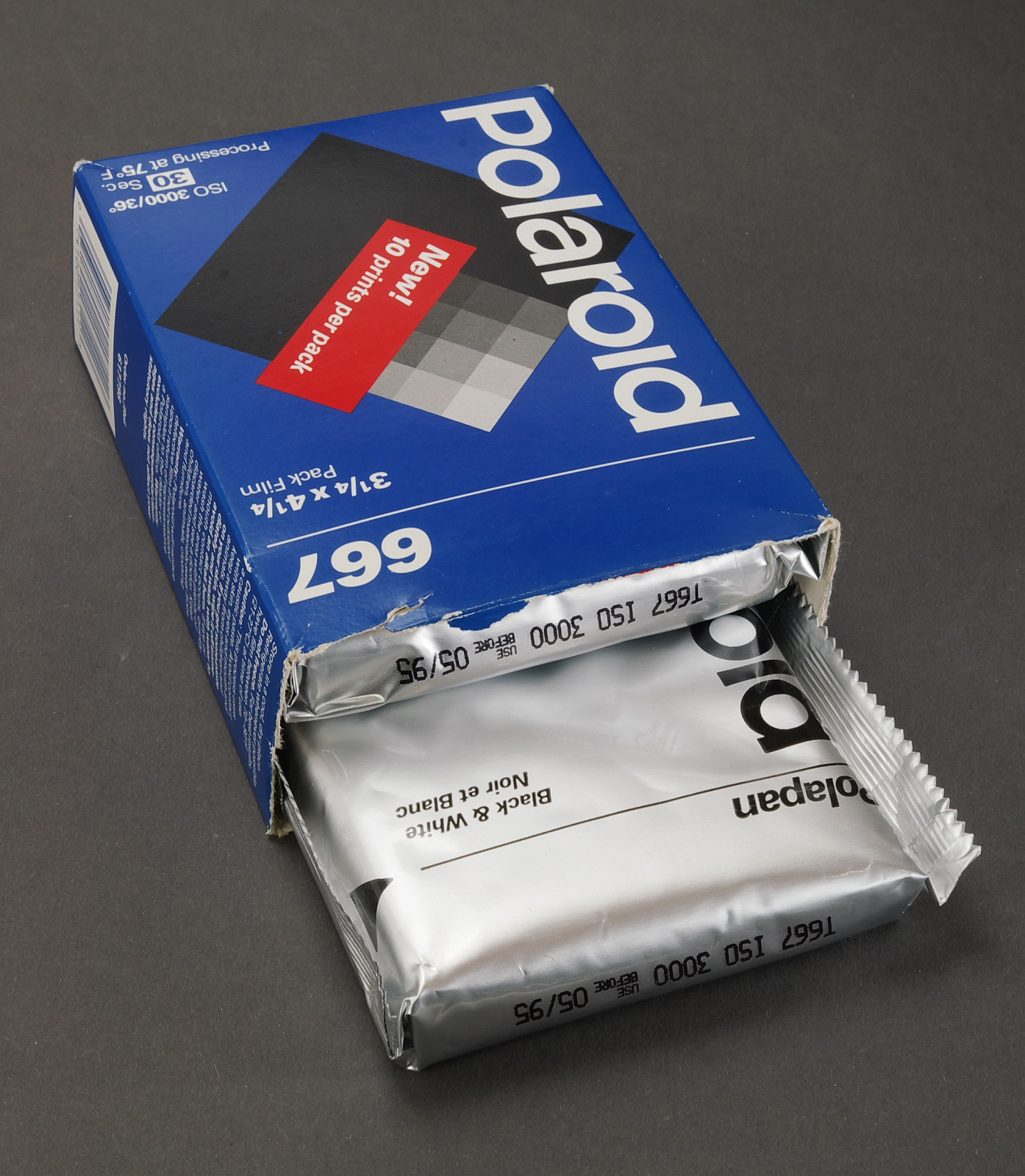
Schwarzweiß-Packfilm

Beim Trennbildverfahren werden die Bilder samt Film nach der Belichtung seitlich aus der Kamera gezogen, wobei der Film zwischen zwei Walzen hindurchlief, die wiederum die Entwicklerpaste zwischen Positiv und Negativ verteilten. Nach ungefähr 30 bis 90 Sekunden Entwicklungszeit kann man das fertige Positiv abziehen. Das Negativ lässt sich in der Regel nicht weiterverwenden, nur vereinzelte Schwarzweiß-Filmtypen (Polapan 55, 85, 665) lieferten ein nach spezieller chemischer Nachbehandlung (Abwaschen der Chemikalien mit Natriumsulfitlösung = „Klären“) weiter für Kopieren und Vergrößern verwendbares Negativ.

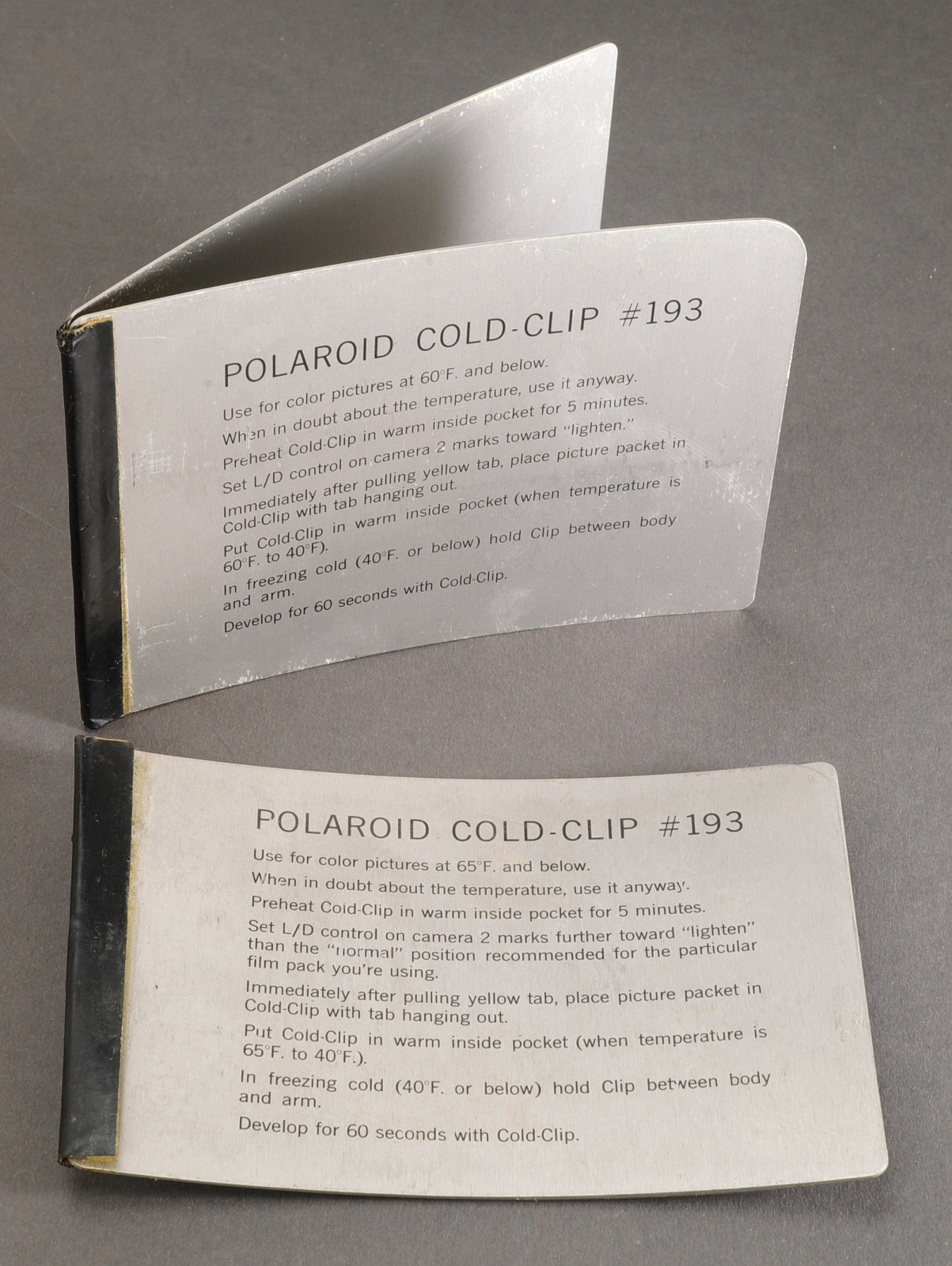
Polaroid Cold Clip, Hilfsmittel zur Entwicklung bei niedriger Temperatur

Generelle Schwachstelle der Filme war wie bei jedem fotochemischen Verfahren eine sehr hohe Temperaturempfindlichkeit: Belichtungs- und Entwicklungszeit mussten bei niedrigen Temperaturen stark verlängert werden. Aus diesem Grunde wurde bei Kameras für Farbfilm eine entsprechende Vorrichtung an der Rückwand oder im Schwenkdeckel untergebracht, welche aus zwei Leichtmetallplatten bestand, die mit Klebeband an einer Seite verklebt waren. Diese Cold Clip genannte Vorrichtung wurde vor dem Entwickeln der Aufnahme in Körpernähe erwärmt (unter dem Arm, Brusttasche). Die der Kamera nach der Aufnahme entnommene Bildeinheit wurde sodann zwischen die vorgewärmten Platten gelegt, um die Entwicklungszeit zu verkürzen bzw. je nach Außentemperatur überhaupt zu ermöglichen.
Der Trennbildfilm ist in der Herstellung sehr aufwendig. Das Filmpack-Gehäuse besteht aus Metall und Kunststoff. In ihm sind die Bildeinheiten in zusammengelegter Form untergebracht. Beim Einlegen des Trennbildfilms werden die weißen Streifen so verlegt, dass diese nicht verklemmen. Die Rückwand der Kamera wird mit einem Klemmverschluss geschlossen. Nach der Aufnahme wird zunächst ein weißer Streifen aus dem seitlich angebrachten Ausgabefach gezogen. Ihm folgt etwas versetzt aus einem weiteren Schlitz ein bedruckter Handgriff aus Papier. Durch kontinuierliches Ziehen wird die Bildeinheit aus der Kamera entnommen, womit gleichzeitig der Entwicklungsprozess beginnt.

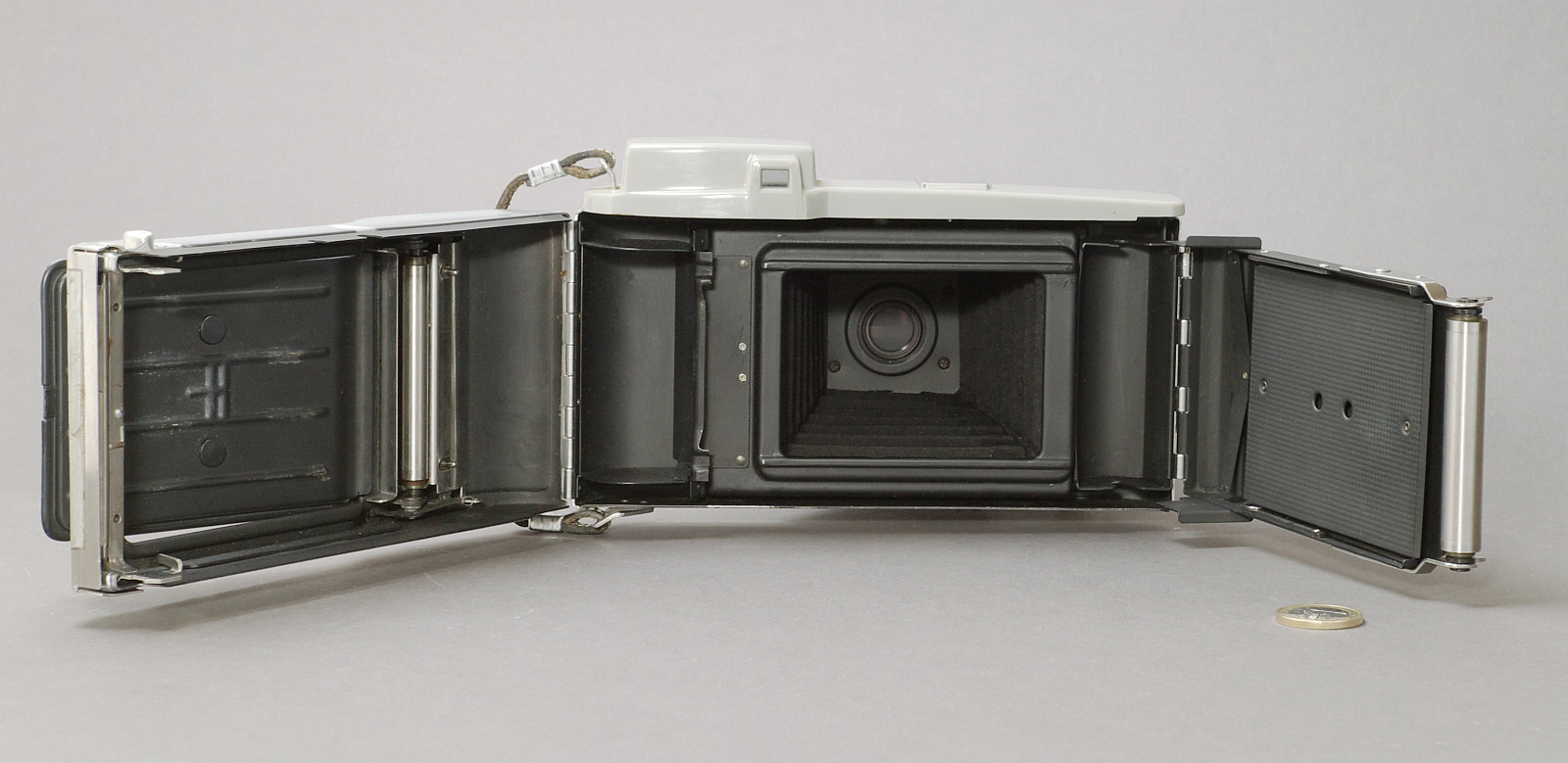
Innenaufbau des Modells 80 für Rollfilm

Trennbild-Filme gab es in mehreren Ausführungen und Formaten. Die ersten Polaroidkameras verwendeten eine Art Rollfilm, mit der Polaroid Automatic 100 ging man 1963 aber auf Packfilme über. Auch noch heutzutage Verwendung finden vor allem Packfilme (8,2 cm × 10,8 cm und 8,2 cm × 8,6 cm), die u. a. in speziellen Polaroid-Rückteilen für diverse Mittelformatkameras zur Geltung kommen, sowie die etwas weniger verbreiteten Planfilme (10,2 cm × 12,7 cm und 20,3 cm × 25,4 cm), deren Einsatzbereich ausschließlich in der Großformatfotografie liegt (eigens auf dieses Filmformat zugeschnittene Polaroidkameras gibt es nicht).

### Integralfilm

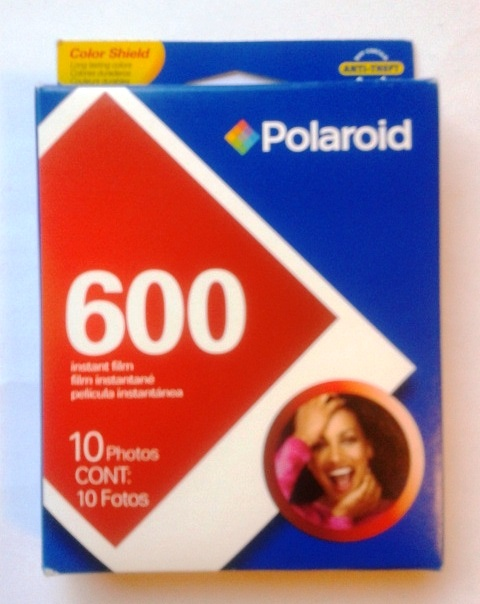
Integralfilm Typ 600

Mit einer aufwendigen Entwicklung versuchte man, die Wartezeit und das Zwischennegativ zu umgehen. Die Kameras für den 1973 vorgestellten Filmtyp SX-70 schoben das gerade belichtete Bild stets motorisch unmittelbar nach der Aufnahme heraus; dann konnte man beobachten, wie sich das Bild in den nächsten Minuten entwickelte. Es handelte sich um einen Integralfilm, d. h. alle Filmbestandteile sind im ausgeworfenen Bild integriert – das Bild braucht nicht vom Negativ getrennt zu werden und hinterlässt somit keinen Abfall. Die Filmkassette enthielt zehn Farbbilder im Format 7,8 cm × 7,9 cm (Bildbereich), unter denen eine Polapulse genannte, besonders flache Batterie lag.
Vorgestellt wurde der Filmtyp SX-70 mit der faltbaren Spiegelreflexkamera Polaroid SX-70, für die Einsteiger-Modelle hielt man zunächst noch am Trennbildverfahren fest. Erst 1977 stellte man mit der Polaroid Land Camera 1000, für den internationalen Markt und der Polaroid Land Camera OneStep, für den amerikanischen Markt, ganz auf das neue System um. Für die in Deutschland der Schauspieler Hansjörg Felmy in einer groß angelegten Kampagne warb. Der SX-70-Film lieferte Fotos von ausgezeichneter Qualität, besaß aber nur einen geringen Belichtungsspielraum. Er musste infolgedessen sehr genau belichtet werden und verlangte deswegen bereits bei der billigsten Kamera nach einer Belichtungssteuerung.
Als Nachfolger des SX-70 Films erschienen zur Jahreswende 1981/82 der Film Typ 600. Der mit ISO 640 / 29° anstatt ISO 160 / 23° lichtempfindlicher war als der SX-70 Film und nach einem eigenen Kameratyp verlangte. Dies war die Polaroid OneStep 600, die als erste Kamera für den Filmtyp 600 entwickelt wurde. Weiter wurde noch der Filmtyp Image (Spectra auf dem amerikanischen Markt) mit dem Format 9,1 cm × 7,9 cm entwickelt, passend dazu erschien auch die neue Polaroid Sofortbildkamera Polaroid Image/Polaroid Spectra.
Die Filme folgten der gleichen Konstruktion mit Polapulse-Batterie, die aber nun mehr Kapazität besaß und den Elektronenblitz mit versorgen konnte.
Mit dem Filmtyp Vision 95 (Typ 500) erschien dann noch ein kleineres Format (7,3 cm × 5,5 cm), wobei die zugehörigen Kameras (Polaroid Vision/Captiva) eine integrierte Bildbox für alle zehn Bilder des Films besaßen.

### Funktionsweise des SX-70-Films

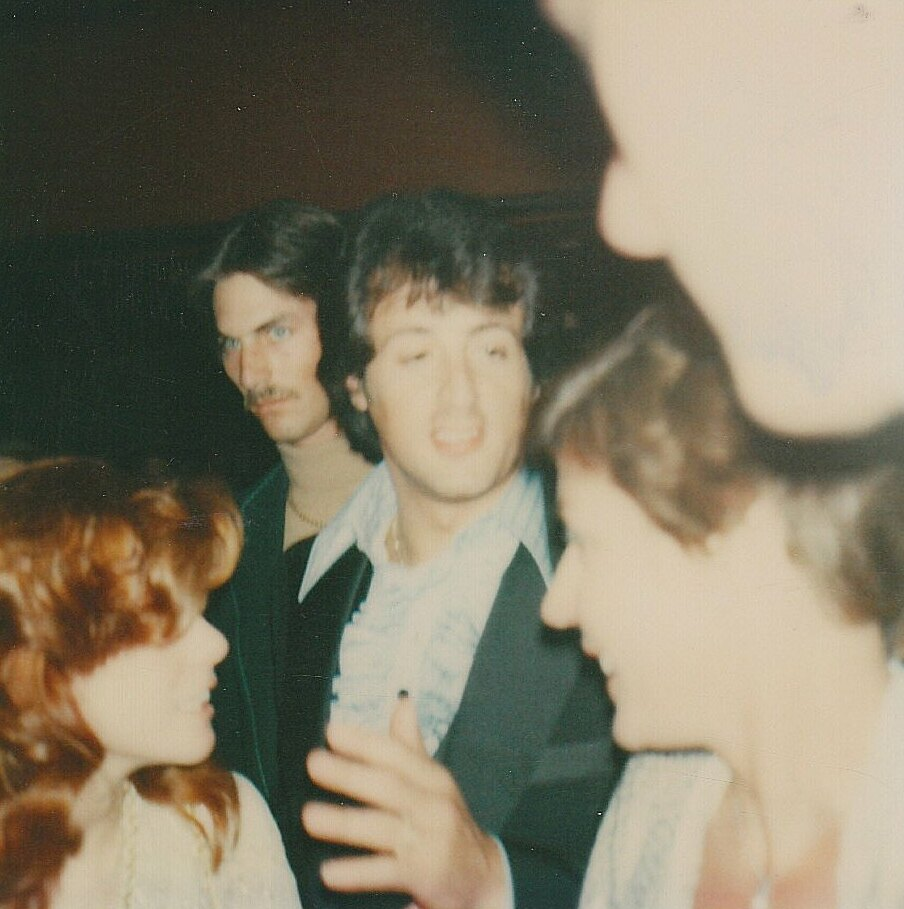
Sylvester Stallone auf einer typischen SX-70-Aufnahme von 1978

Das Magazin des SX-70-Films besteht aus einem rechteckigen Kunststoffbehälter. Es enthält je nach Film acht, später zehn Fotos und die laminierte Zink-Kohle-Batterie „Polapulse“. Eine dünne Blechfeder liegt über der Batterie und drückt die Bilder nach oben. Zuoberst liegt ein lichtdichtes Deckblatt aus Pappe, das „Darkslide“ genannt wird. Wenn das Magazin in das geöffnete Filmfach der Kamera eingeschoben wird, knickt eine ca. 2 mm breite Kunststoffleiste nach vorne ab und gibt den Bildauswurf frei. Die Kamera stößt nach dem Schließen des Filmfaches automatisch das oberste Blatt des Magazins aus, bei einem neuen Film also das Deckblatt. Eine Folienzunge an der Vorderseite der Kassette erleichtert später das Entfernen des leeren Magazins.
Der SX-70-Film besteht aus insgesamt 16 Schichten. Unten auf dem Bildträger liegen drei farbempfindliche Silberhalogenidschichten (RGB-Farbraum) und die entsprechenden Farbkuppler-Entwicklerschichten (CMY). Zuoberst liegen die Bildempfängerschicht und das transparente Deckblatt.
Beim Auswerfen eines belichteten Bildes verteilen zwei Walzen eine alkalische Paste mit einem lichtundurchlässigen „Verdunkler“ und einem weißen Pigment über die Negativschicht, worauf die Entwicklung beginnt. Die alkalische Paste durchdringt alle Schichten und aktiviert die Farbentwickler. Diese kombinieren sich mit den belichteten Silberhalogenidkörnern und werden blockiert. Die übrigen Farbentwickler steigen in die Deckschicht auf, wo sie zusammen mit dem weißen Pigment das Farbbild erzeugen. Die Verdunklerpaste wird am Ende transparent, und das Bild wird sichtbar.
Der SX-70-Film ist 1975/76 zum ersten Mal verbessert worden und dann noch einmal mit dem Time Zero Supercolor von 1980. Time Zero bedeutete dabei, dass sich das Bild schon innerhalb einer Minute entwickelte, nun war außerdem die Entwicklerpaste schon von Beginn an weiß. Beide Male ist die Bildqualität verbessert worden. Die Produktion des Films wurde Anfang 2006 eingestellt. SX-70-Film eignet sich für verschiedene – inoffizielle – Kreativitätstechniken, z. B. Verschieben der Emulsion, Durchreiben von Strukturen, Erhitzen. Später wurden der 600er-Film mit höherer Empfindlichkeit und der breitformatige „Image“-Film als Nachfolger vorgestellt.

## Sofortbildkameras
Da bei den Polaroid-Kameras keine Abzüge vergrößert, sondern das Positivbild vom Negativ direkt chemisch übertragen wurde, handelte es sich um Mittelformatkameras. Eine Sonderform stellten die speziellen Modelle für Passbilder zum Mitnehmen dar, hierfür bauten Mittelformatkamerahersteller für Polaroid Kameras mit zwei oder vier Objektiven, die einen Satz von Passbildern gleichzeitig erzeugen konnten. Die normalen Kameras hatten Objektive von etwa 115 mm Brennweite und einem Öffnungsverhältnis um die 1 : 9, wobei oft Kunststofflinsen zum Einsatz kamen. Bei den Trennbildkameras erhielten die besseren Modelle eine Zeituhr, die mit einem Signalton an das Trennen des Bildes erinnerte.
Die Electric Eye 900 von 1960 verwendete als erste vollautomatische Kamera CdS- anstatt Selenzellen zur Belichtungsmessung und die „Automatic 100“ von 1963 besaß eine vollelektronische Verschlusssteuerung. Vor allem aber sind die Autofokus-Modelle Sonar (Sound Navigation and Rangefindeing-System) von Bedeutung.
1965 kam mit der Swinger die erste Sofortbildkamera um 20 US-Dollar auf den Markt. Ihr Objektiv hatte eine Blendenöffnung von f/17 und eine Brennweite von 100 mm. Die Verschlusszeit war fest auf 1/200 s eingestellt. Es kam der Polaroid-Rollfilm 83 mm × 86 mm zum Einsatz.
Die zwischen 1971 und 1973 hergestellte Big Shot war eine einfache, starre Sofortbildkamera für Porträts (Farbfilm Typ 108, Negativformat: 8,5 cm × 10,5 cm). Die Entfernung war auf etwa einen Meter fixiert. Die Kamera musste so lange nach vor oder zurück bewegt werden, bis zwei Bilder im Sucher übereinstimmten (Prinzip Mischbild-Entfernungsmesser). Der berühmte Künstler Andy Warhol hatte eine besondere Vorliebe für diese eigenwillige Porträtkamera; nicht zuletzt deshalb erhielt sie Kultstatus.
1973 erschien das System SX-70, bestehend aus dem Filmtyp SX-70 und der gleichnamige Spiegelreflex-Faltkamera. Sie enthielt einen großen, doppelseitigen Spiegel, dessen Oberseite den Strahl vom Objektiv in den Sucher lenkte. Hochgeklappt reflektierte seine Unterseite den Strahl auf den waagerecht liegenden Film. Diese Kamera wurde ab 1978 unter dem Namen Revue auch von Foto Quelle angeboten. Bis zur Einstellung der Produktion 1981 wurde die SX-70 in mehreren Varianten auf den Markt gebracht. Spätere Modelle waren mit einem Ultraschall-Autofocus ausgestattet. Die Modellreihe 3 unterscheidet sich von ihrem Vorgänger durch das Entfallen des Spiegelreflexsystems. Der manipulierbare Integralfilm machte die SX-70 zu einer beliebten Kamera für Künstler.
Mit der 1977 für den internationalen Markt eingeführten Polaroid Land Camera 1000 bzw. nur für den amerikanischen Markt die Polaroid Land Camera OneStep erfolgte die Umstellung auf den Filmtyp SX-70. Die aus Kunststoff gefertigte Sofortbildkamera hat eine Festbrennweite mit einer festen Blende und fixem Fokus. Nur die Belichtungszeit war variabel.
Neben den Amateurkameras erhielt man auch welche mit Wechselobjektiven für den professionellen Einsatz. Wie die Anfang der 80er Jahre erschienene Polaroid 600 SE von Mamiya, sie verwendete Packfilm in der Größe 8,5 × 10,5 cm, und für sie gab es drei Wechselobjektive, mit 75 mm (f/5,6), 127 mm (f/4,7) und 150 mm (f/5,6) Brennweite. Da das große Format auch große Apparate bedingte, kamen auch immer wieder Faltkameras auf den Markt.
Der Polaroid-Mitarbeiter Conrad Biber stellte bereits 1967 Edwin. H. Land den Prototyp einer Kamera mit Ultraschall Entfernungsmesser vor, fand aber kein Gehör. Die Kamera sendet einen bis zu 10 m weit reichenden Ultraschall-Impuls von 1/1000 s Dauer aus und berechnet aus der Laufzeit bis zum Wiedereintreffen der vom Motiv reflektierten Schallwellen die Entfernung. Im Falle der Spiegelreflexkameras ließ sich die Fokussierung naturgemäß im Sucher beobachten. Diese Entwicklung führte zum Sonar-Autofokus-System aber erst 1976 konnte Conrad Biber doch eine Serienfreigabe einleiten. So wurden ab 1978 verschiedene Sofortbildkameras mit dem „Polaroid Sonar AF System“ ausgestattet, wie bspw. die Polaroid SX-70 Land Camera – Sonar OneStep oder die Polaroid Land Camera – Sonar Autofocus 5000.
Die Polaroid 660 fokussiert durch Verändern der Brennweite mittels verschiedener Linsen: Zum Objektiv gehört ein bewegliches Segment mit vier Linsen, mit denen sich folgende Brennweiten ergeben: 107 mm (ab 3,9 m Motiventfernung), 105 mm (1,5 m bis 3,9 m), 99 mm (0,9 m bis 1,5 m) und 90 mm (0,6 m bis 0,9 m). So brauchen keine Linsen längs zur optischen Achse verschoben zu werden. Das Prinzip Fokussieren durch Brennweitenänderung nennt sich Innenfokussierung.
Die Polaroid Vision (Captiva) Reihe wurde von 1993 bis 1997 gebaut, der Neupreis betrug 269,00 DM. Es waren Spiegelreflexkameras in einer moderner anmutenden Form. Sie verwendeten einen Film des Typs 500, mit einer Bildgröße von 73 mm × 54 mm (ISO 600). Ein Filmsatz enthielt zehn Bilder. Die Kamera hatte ein Objektiv mit der Blendenöffnung f 12, die Brennweite betrug 107 mm, und der Apparat war mit einem Infrarot-Autofokus und Belichtungsautomatik ausgerüstet. Außerdem besaß sie einen integrierten elektronischen Blitz und einen Selbstauslöser, und sie konnte platzsparend zusammengeklappt werden.
Schließlich hatte Polaroid auch Kameras für die Dokumentation und Archivierung im Programm, wie die MP4, die CU5 oder die Makro 5 SLR. Diese Kameras wurden hauptsächlich im medizinischen Bereich, in der chemischen Analytik (Gelchromatografie, Elektrophorese) und in anderen wissenschaftlichen Dokumentationsaufgaben eingesetzt.

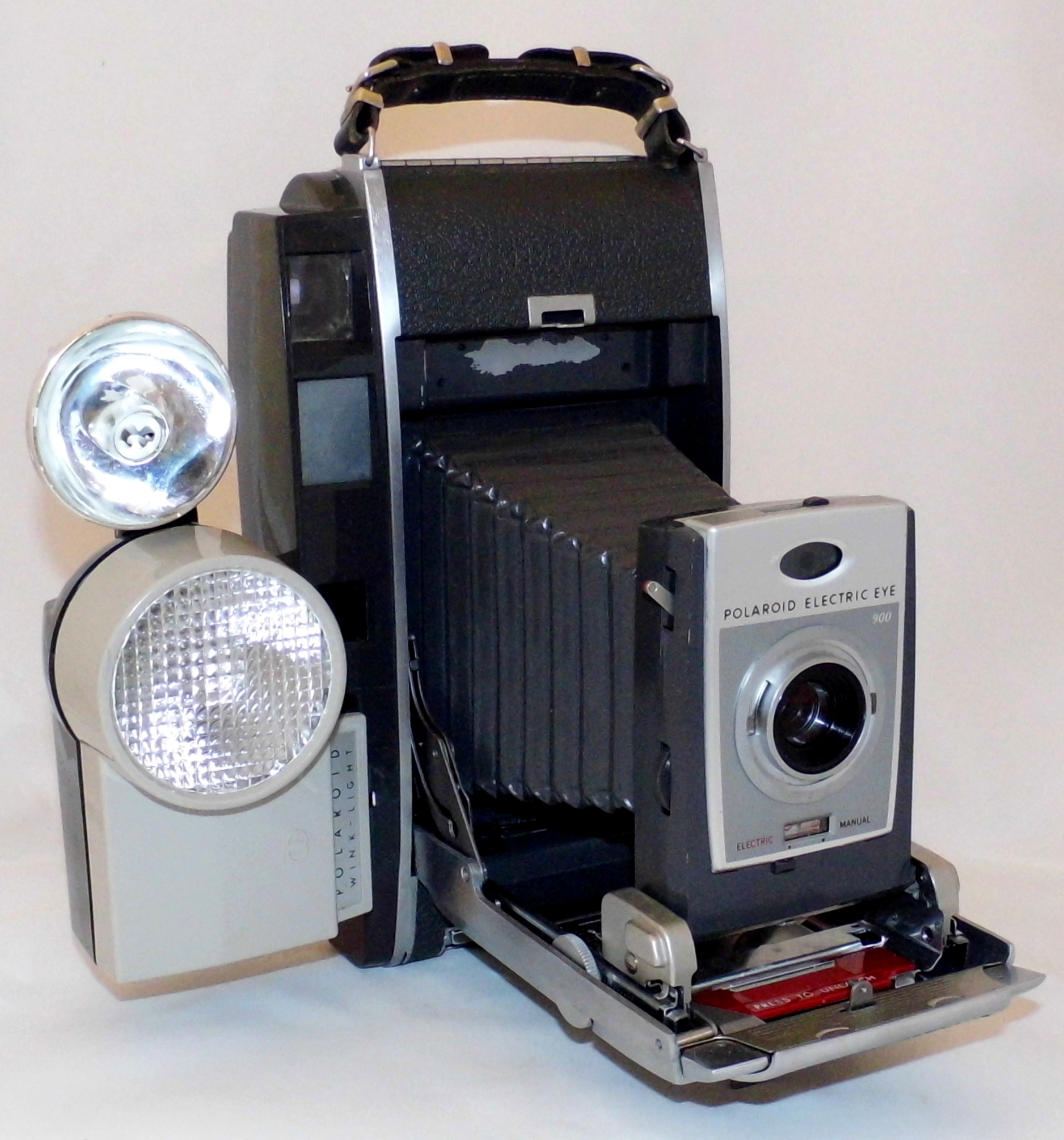
Polaroid Electric Eye Modell 900
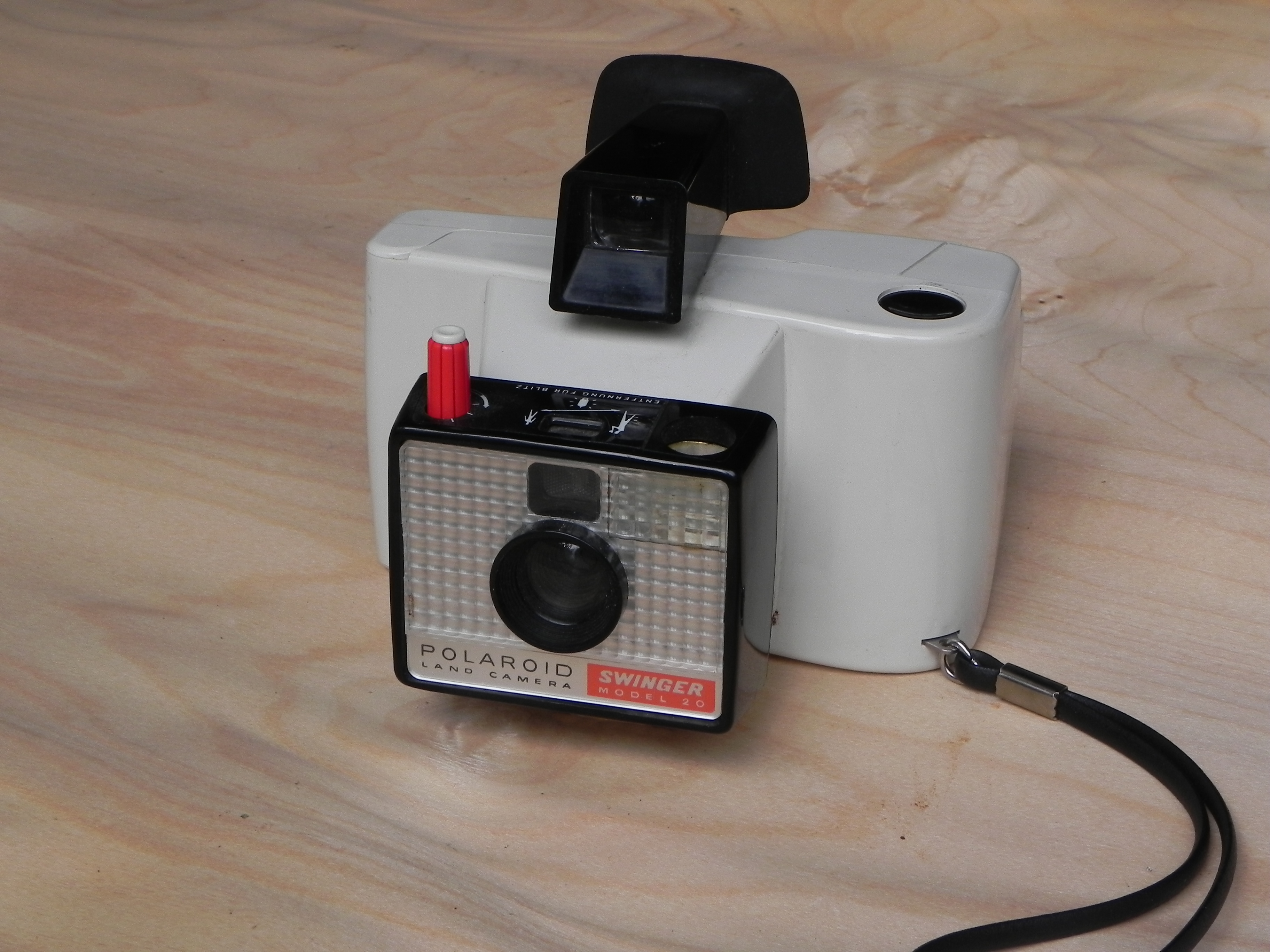
Polaroid Swinger Model 20
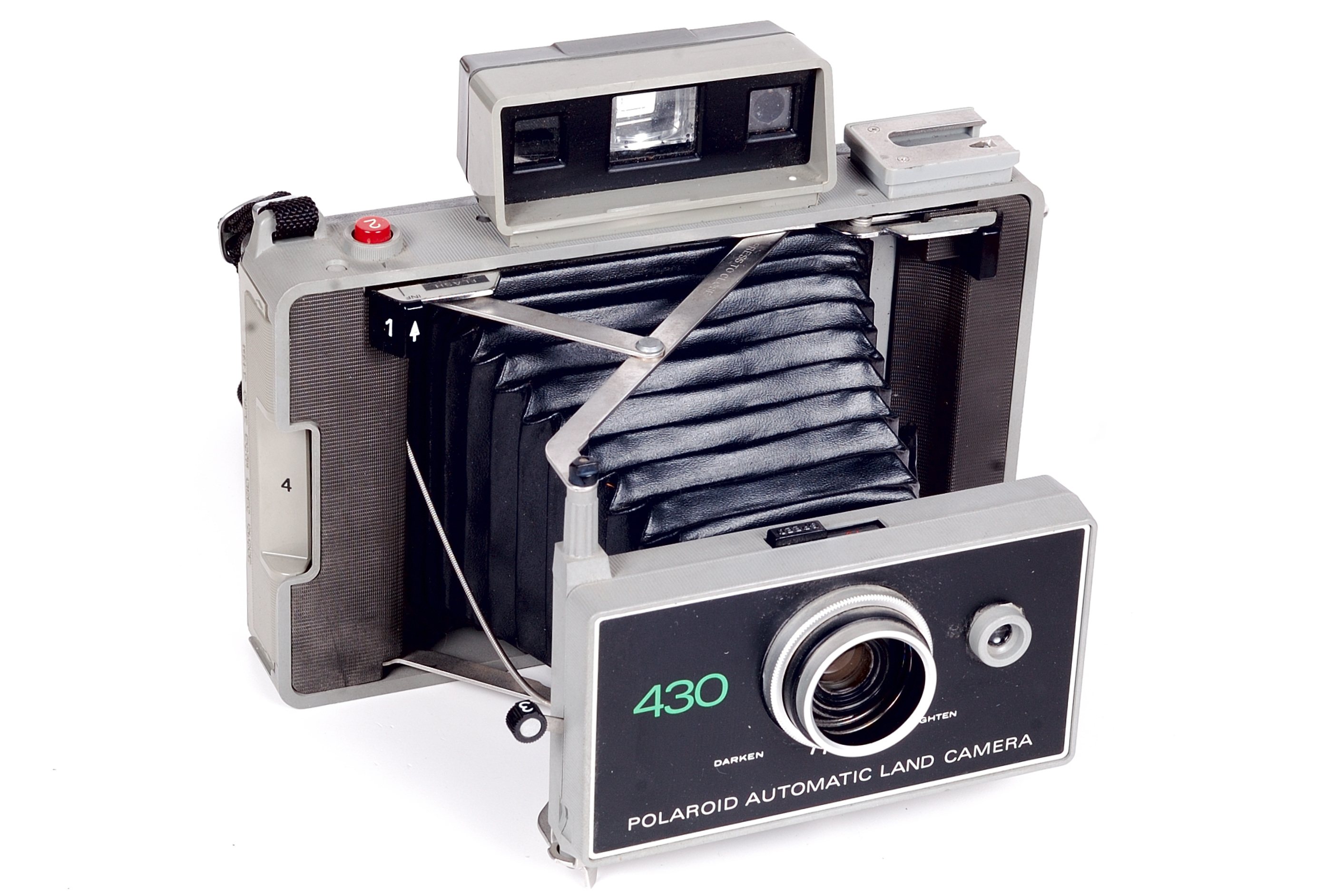
Land Camera 430
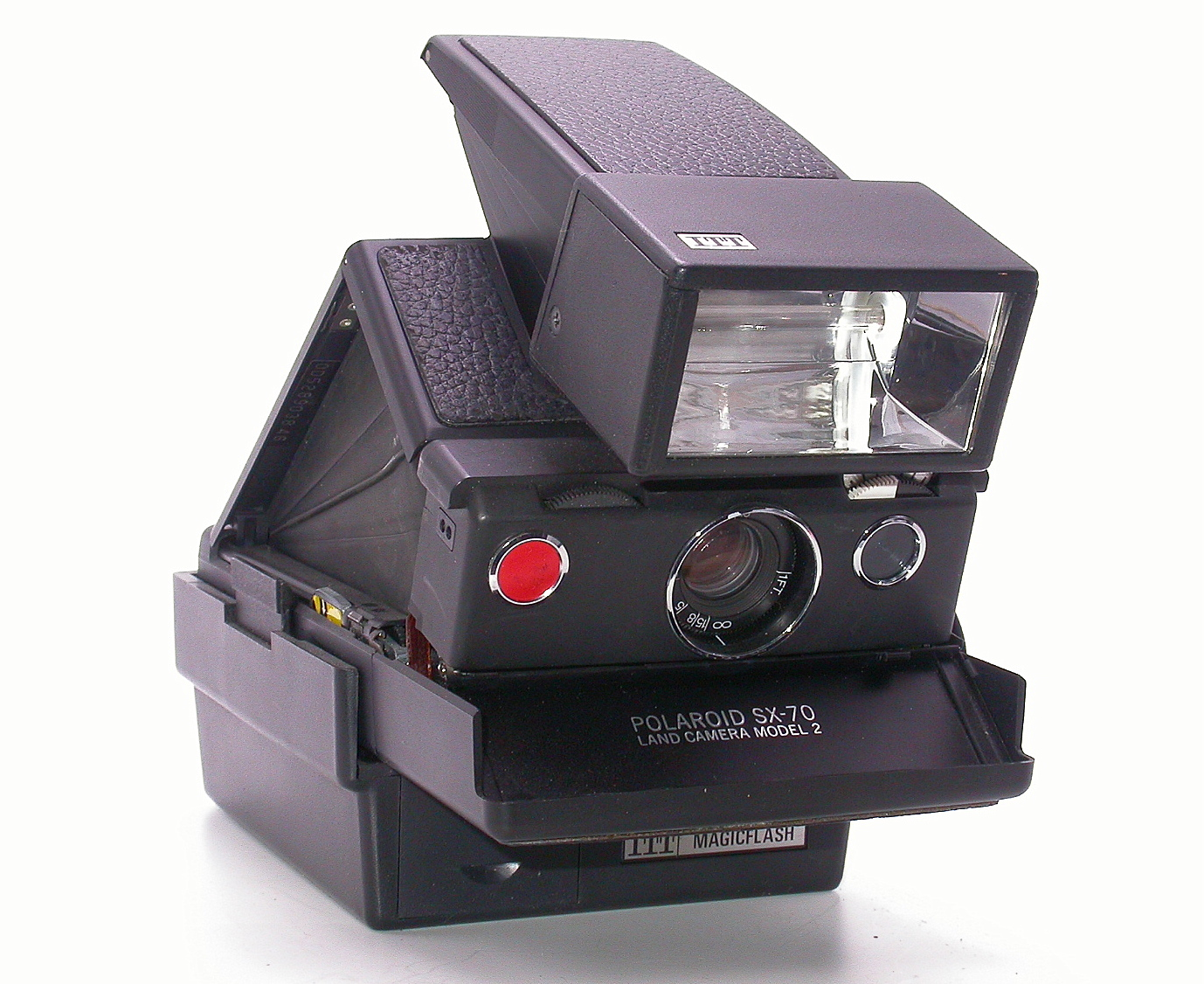
Polaroid SX-70 Modell 2
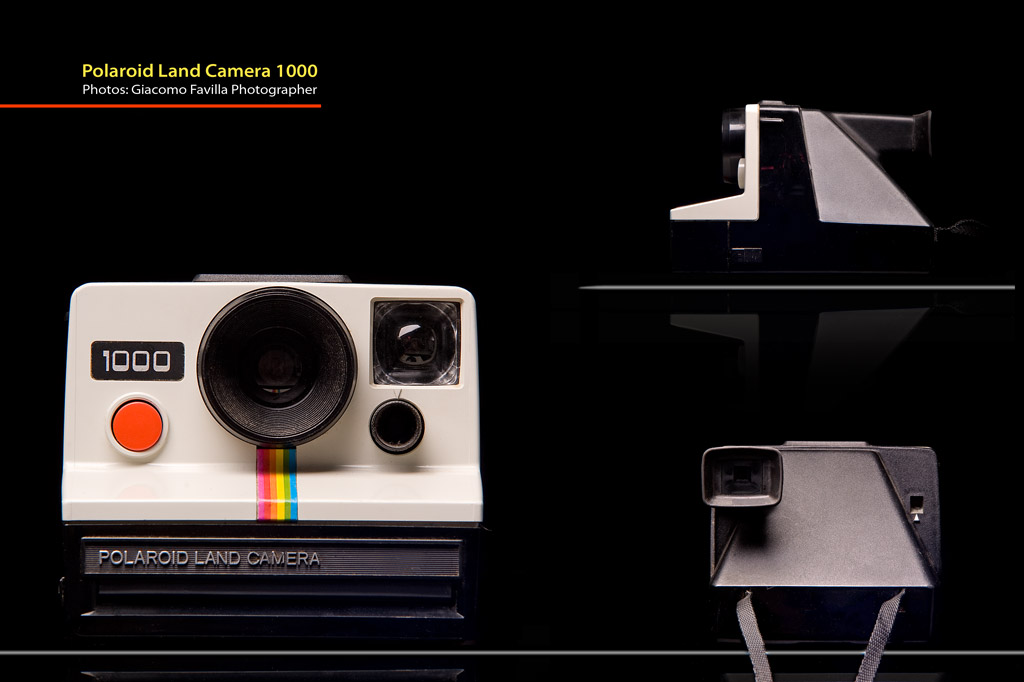
Polaroid 1000
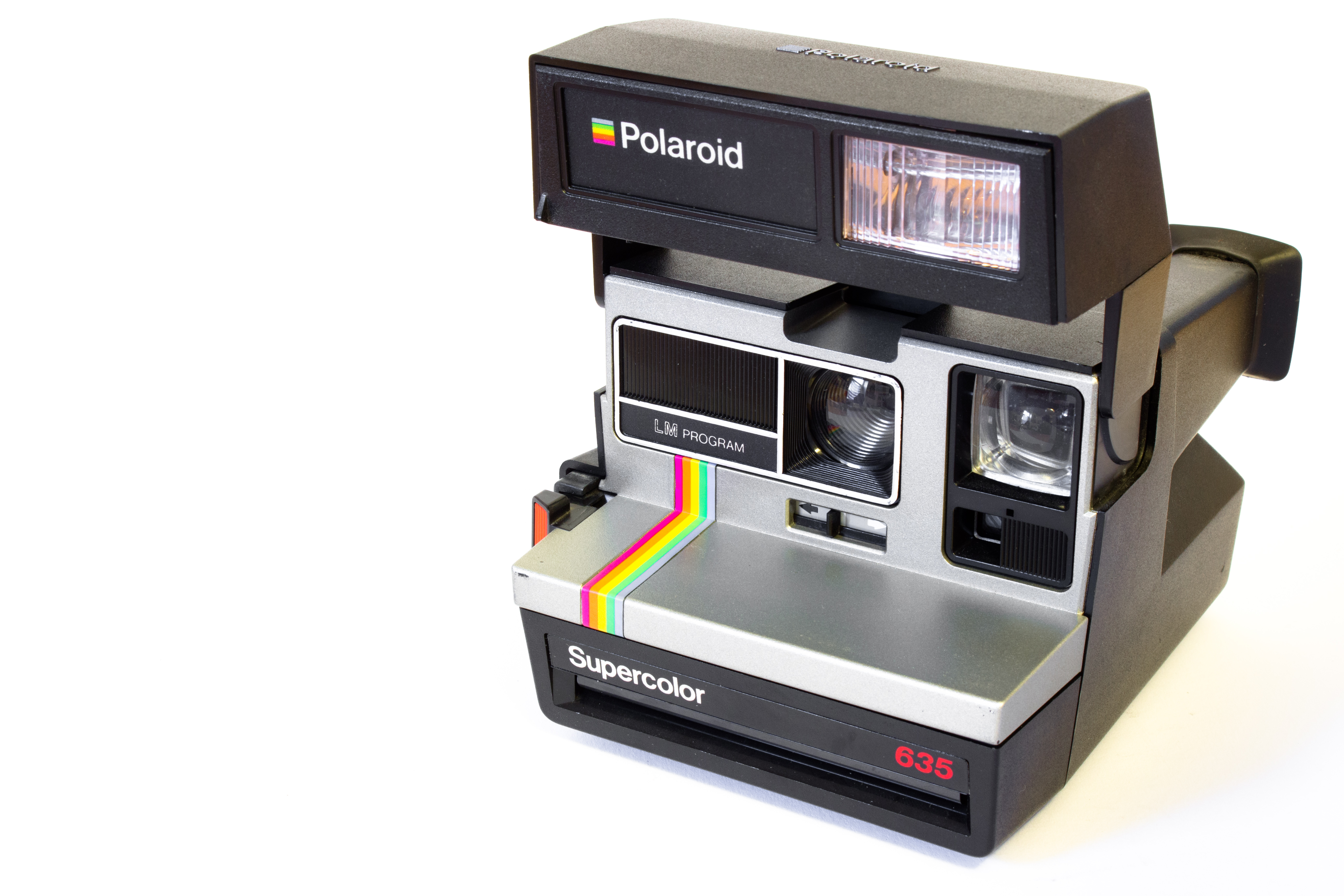
Polaroid 635 Supercolor
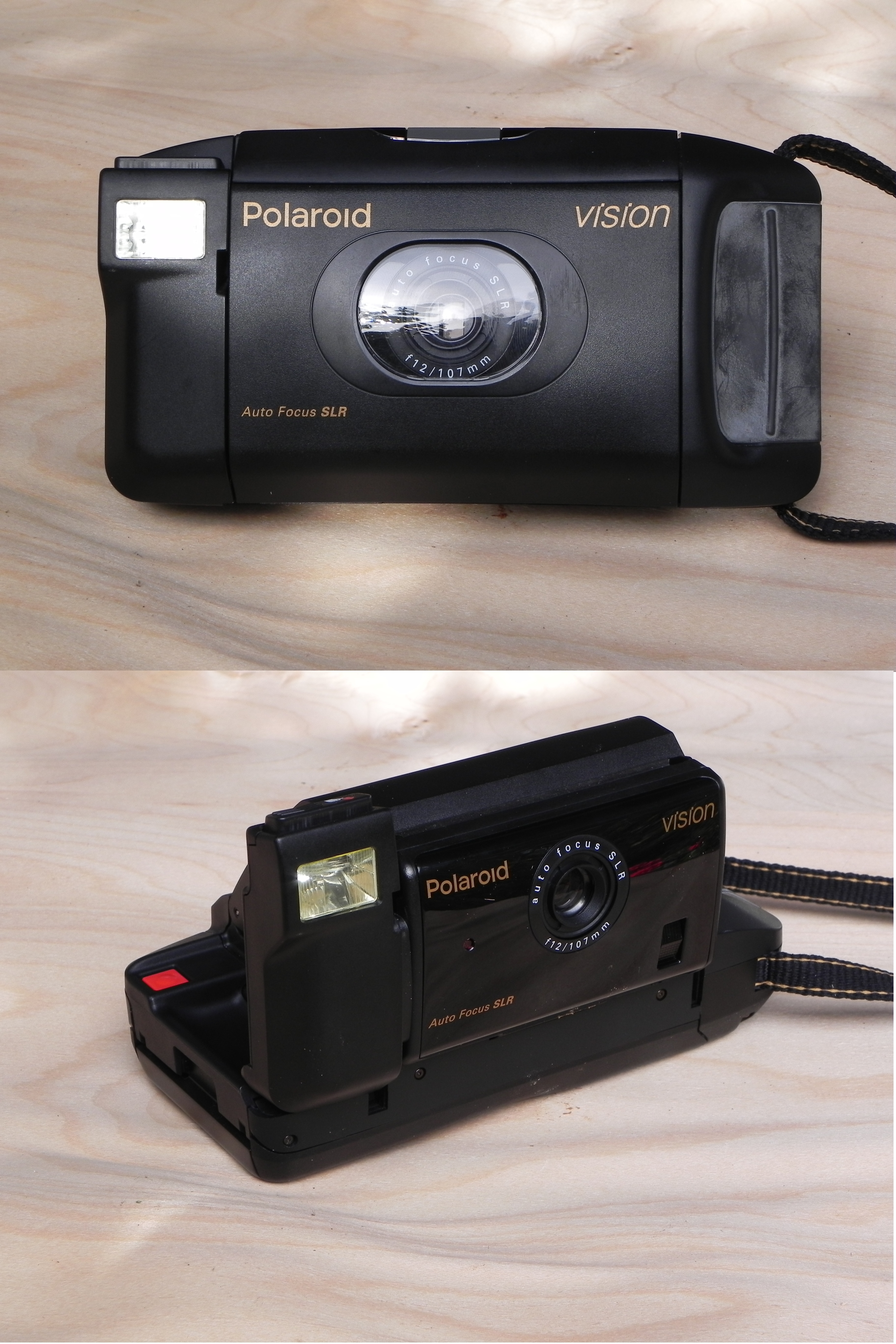
Polaroid Vision/Captiva
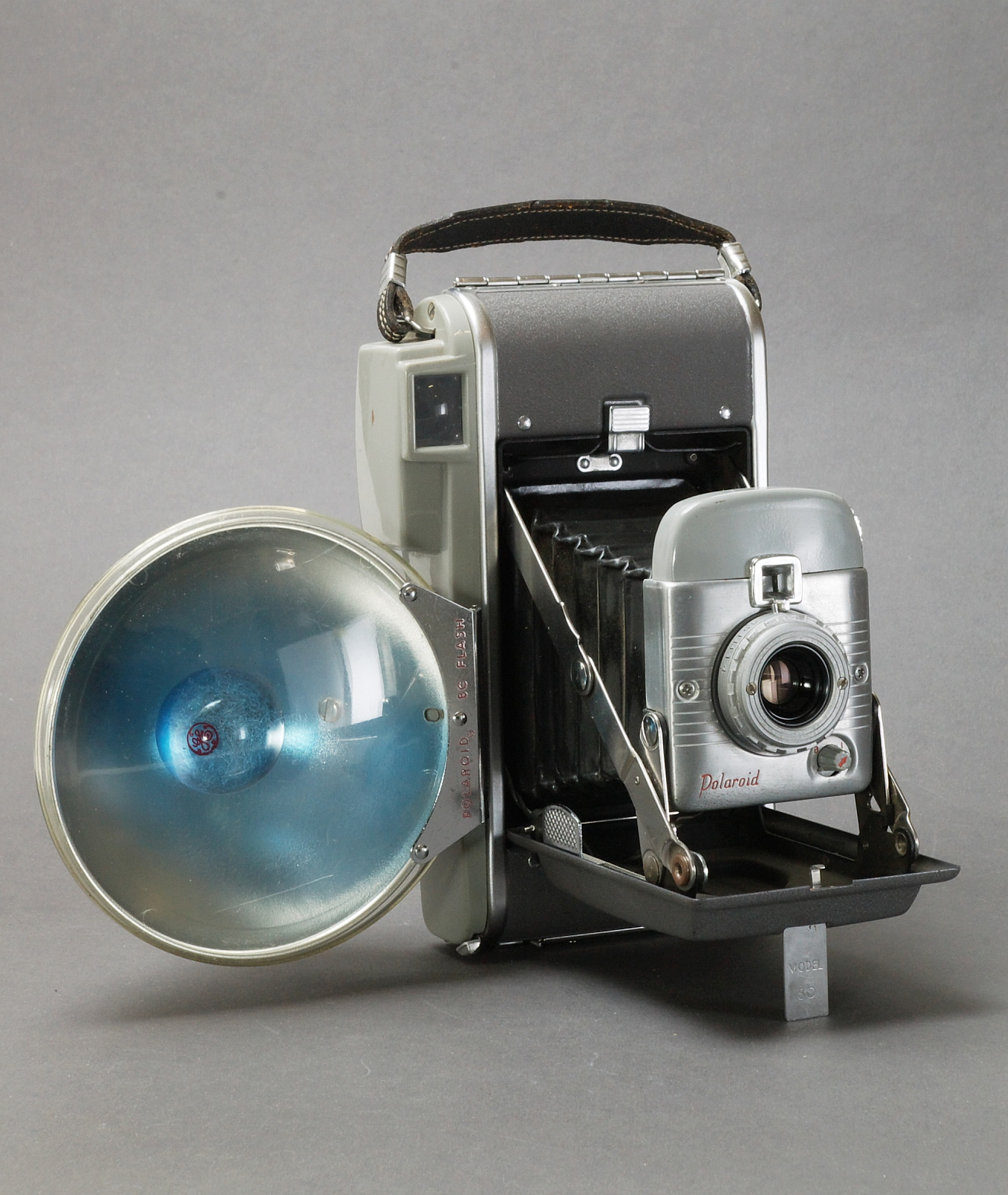
Polaroid Model 80 mit Blitz Model 281

## Polavision

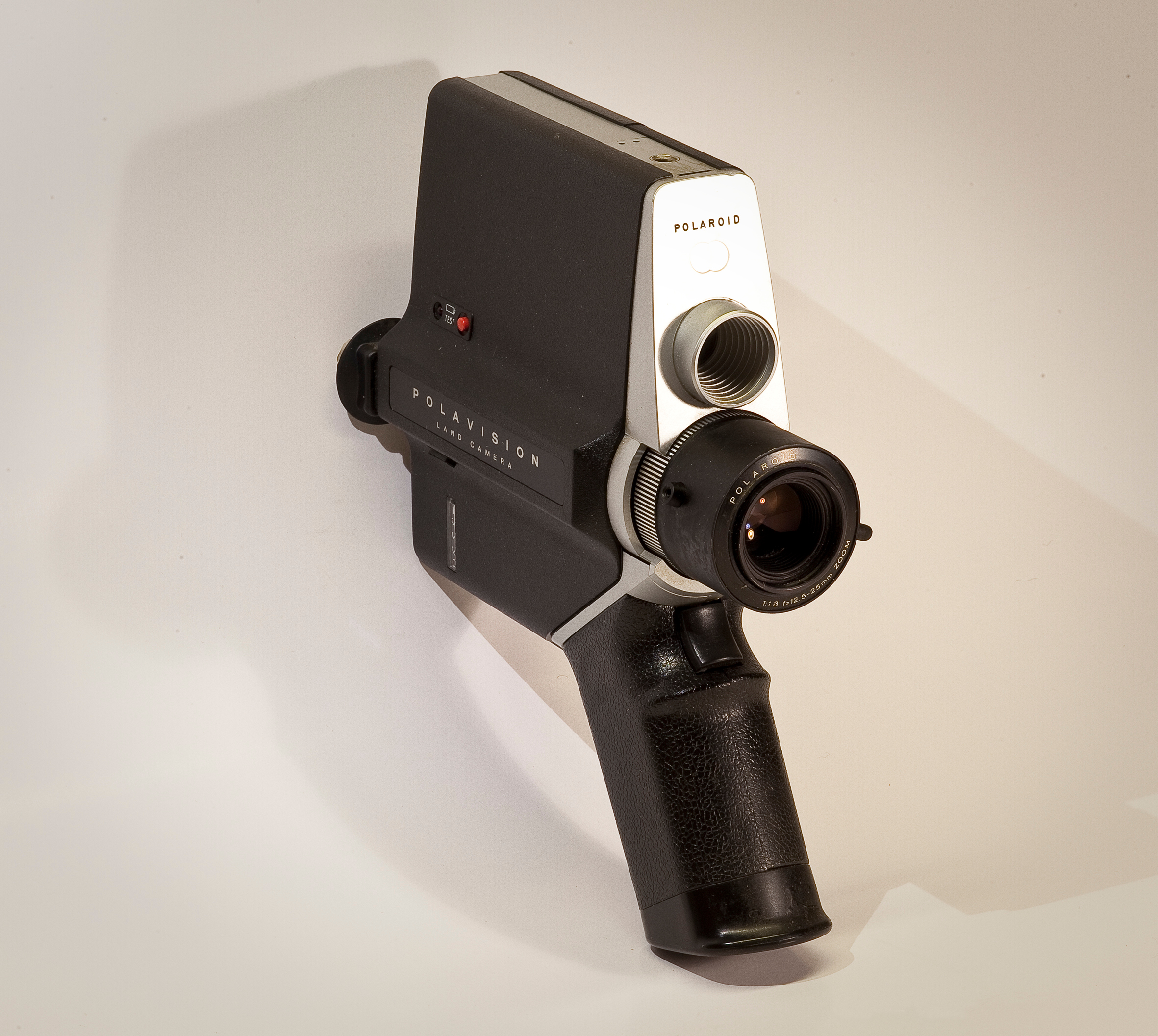
Polaroid Polavision

1977 stellte Polaroid mit „Polavision“ auch einen 8-mm-Sofortbildfilm für Bewegtbilder vor. Hierzu gab es eine einfach zu bedienende Kamera, die ein schwergängiges Zweifach-Zoomobjektiv mit zwei Entfernungseinstellungen besaß und spezielle Kassetten aufnahm. Nach dem Belichten wurden diese in ein Betrachtungsgerät gesteckt, beim Rückspulen binnen 90 Sekunden entwickelt und nach 45 Sekunden Wartezeit (zum Ausentwickeln) automatisch auf der 30 cm-Mattscheibe vorgeführt. Ein Schneiden des Films war nicht vorgesehen. Eine Kassette enthielt 12 Meter Film, entsprechend 2 Minuten 35 Sekunden Spielzeit – wie bei Super 8 lief der Film mit einer Geschwindigkeit von 18 Bildern/Sekunde. Die Apparate wurden von der österreichischen Firma Eumig produziert. Eine Spezialfirma stellte eine Hochgeschwindigkeitskamera für wissenschaftliche Zwecke vor, die mit bis zu 300 Bildern/Sekunde lief.
Das Filmmaterial beruht auf dem additiven Farbverfahren, enthält also eine Farbfilterschicht aus blauen, roten und grünen Elementen, die als Linienfilter auf dem zum Positiv entwickelten Silberbild aufliegen. Beim Projizieren verschmelzen die Farblinien im Auge zum vollfarbigen Positiv.
Das gleiche Prinzip wurde etwas später im „Polachrome“-Sofortdiafilm verwendet. Die Eigenart des eingebauten Filters bedingt eine Grunddichte von ND 0,6 = 2 Blenden Lichtdämpfung schon der hellsten Stellen (Spitzlichter), damit ist Mischen von herkömmlichen Dias und Sofortfarbdias in einem Diavortrag nicht ohne Weiteres möglich.

## Sofortbild-Rückteile und Sonderkameras
Für Mittelformat-Kameras waren Sofortbild-Rückteile erhältlich, die anstelle der Rollfilm-Kassetten angesetzt werden konnten. So konnten Beleuchtung und einwandfreie Funktion der Kamera überprüft werden, ein unter Studiofotografen äußerst populäres Vorgehen. Verschiedene Firmen boten Sofortbildkameras für Spezialanwendungen an, die Polaroid-Kassetten aufnahmen. Darunter insbesondere Oszilloskop-Hersteller, die damit das Archivieren von Bildschirm-Darstellungen ermöglichten. Der Polaprinter fertigte Sofortbilder von gewöhnlichen Kleinbild-Diapositiven an.

## Digitalfotografie
Seit 2004 kooperiert Polaroid mit Praktica und der Foveon-X3-Technik von Sigma. Entsprechende Kameras wurden unter der Bezeichnung ION im Einstiegssegment vermarktet.
Die neueste Entwicklung von Polaroid ist der „hosentaschengroße“ PoGo-Drucker für digitalen Fotodruck. Der Drucker arbeitet mit Spezialpapier, in dem Farbkristalle eingebettet sind, die beim Druckvorgang aktiviert werden. Bilder können per Bluetooth oder USB auf den Drucker übertragen werden.

## App für Smartphones
Im Jahr 2016 hat Polaroid eine iPhone-App namens Swing gelauncht. Über diese App kann man kurze Videos von den eigenen Fotos im Polaroid-Stil erstellen.
Seit 2016 hat Polaroid eine Kooperation mit Cheerz, einer Foto-App, über die Smartphone-Bilder und Fotos von den sozialen Netzwerken gedruckt und persönliche Fotoprodukte erstellt werden können.

## Polaroid in der Kunst
Einige bekannte Künstler (u. a. Ansel Adams, der in den 60er Jahren für das Unternehmen tätig war) arbeiten mit Polaroid nicht wegen der Einfachheit des Systems, sondern da mit besonderen Kameras und Filmen außergewöhnliche Aufnahmen möglich sind. Hier sei die Polaroid 20 × 24 Studiokamera erwähnt, mit der Aufnahmen im Format 20 Zoll × 24 Zoll (50 cm × 60 cm) gemacht werden können.
Der Medientheoretiker Jean Baudrillard beurteilte Sofortbilder in den späten 1980er Jahren als „Spezialeffekt unserer Zeit“:

„Das ist auch die Ekstase des Polaroid: fast gleichzeitig den Gegenstand und sein Bild zu erhalten, […] die optische Materialisierung eines magischen Prozesses. Das Polaroid ist wie ein vom realen Gegenstand abgefallener Film.“

Eine besondere Stellung in seinem Verhältnis zur Fotografie nimmt Polaroid im Werk von Wim Wenders ein, der die Möglichkeiten von Polaroid in den 1970er Jahren entdeckte:

„Wir hörten gerüchteweise, daß ein phantastischer Apparat existiere, der Fotos machte, bei denen man sehen konnte, wie sie zum Vorschein kamen. Wir schrieben an Polaroid, und sie liehen uns zwei Apparate, lange bevor sie in den Verkauf kamen.“

Der Fotograf und der Filmfotograf genießt in Wenders’ Werken einen privilegierten Status. In einigen von Wenders’ Filmen vollziehen seine Figuren Rituale des Schutzes vor einer abwesenden Vergangenheit, indem sie sich mit Klängen, Rockmusik und Fotos der Gegenwart ablenken. So werden die Bilder der Poloaroidkamera für seine Figuren zu Zeichen ihrer Unsicherheit, die grundsätzliche Probleme der Darstellung individueller Erfahrungen zeigen sollen. Das Fotografieren ist hier eine Methode zur Orientierung eines Selbst, das von der Vergänglichkeit der Existenz verfolgt wird und versucht, diesen Zustand zu überwinden, indem es eine Repräsentation des Seins in der Welt schafft. Einerseits ist die Fotografie hier ein kindliches Spiel und andererseits ein Mittel zur Analyse. Die Selbstfotografie wird jedoch zu Besessenheit, wenn das narzisstische Begehren das Bild zum einzigen Objekt des Blicks des Subjekts macht.
Wenders wandert in seinem Werk durch das Imaginäre der Filmgeschichte und liefert Charaktere, die darum kämpfen, ihr Leben in Bilder und Geschichten zu verwandeln. Auf ihrem Weg durch eine physische und psychische Landschaft suchen sie Authentizität mit Selbstbildern, von der Angst getrieben, keine geeigneten Bilder zu finden und die Bilder nicht in eine passende Geschichte einzubinden zu können.
In Alice in den Städten (1974) sieht man zum ersten Mal das Alter Ego des Regisseurs, den Journalisten Philip Winter, der auf einer Reise über die Landschaft Amerikas schreiben wollte, aber statt zu schreiben nur Polaroidfotos geschossen hat. Winter betrachtet öfter seine Sammlung
von Polaroids. „Es ist so schön leer“, bemerkt Alice, als sie ein Polaroid eines Blicks aus dem Flugzeugfenster sieht.
Ripley in Der amerikanische Freund (1977) macht auf einem Billardtisch liegend Polaroids von sich selbst und die Bilder fallen auf ihn selbst, als sie aus der Kamera kommen. Der Protagonist ist in einem Übermaß an Selbstdarstellung und Egozentrik gefangen. In Ripleys Fall isoliert ihn seine Suche nach einem sicheren Selbst so stark, dass sein Versuch, die Welt in Schach zu halten, nicht verhindern kann, dass sie auf ihn zufällt.
In Der Stand der Dinge (1982) deutet eine Mutter die von ihren Kindern aufgenommenen Polaroids, um die Wahrnehmung ihrer Kinder zu verstehen. So wird für Wenders’ Figuren das Fotografieren zu einem unverzichtbaren Mittel, um das Selbst zu verstehen und zu bestätigen.
Eine Hommage an die Fotografie und August Sander, den für die Porträtgeschichte einflussreichsten Fotografen des 20. Jahrhunderts, findet sich in Der Himmel über Berlin (1987): Homer, der alte Poet, blättert in der Staatsbibliothek zu Berlin liebevoll und ehrfürchtig in Sanders Anthologie Menschen des 20. Jahrhunderts. In Wenders’ monumentalem Überblick über Geschichte, Erinnerung und deutsche Identität erhält Sanders’ Klassifizierung der Weimarer Gesellschaft einen Platz zwischen zwei Büchern mit mythischem Status: Es ist dort oben zusammen mit der Bibel und Homers Odyssee.
Im Lichte Wenders’ Lob des Filmemachers als Engel der Erzählung in Der Himmel über Berlin scheint es, dass für Wenders das Kino schon 1986 eine wichtige Synthese aus Bildern als Epiphanie einerseits und Geschichte als Offenbarung andererseits ist. Die Poesie in diesem Zusammenhang von Bildern und Geschichten wurde von Peter Handke verfasst.
Auch Lisbon Story (1994) endet mit einer bunten, selbstreflexiven Hommage an hundert Jahre der Film- und Bildkunst.
Von Alice in den Städten bis zu Der Himmel über Berlin hat der Fotograf als Figur bei Wenders sich also von einem privaten Sammler, der sein Selbstsein aus Polaroid-Schnappschüssen zusammenfügt, entwickelt hin zu einem mythischen Chronisten der nationalen Identität eines Es war einmal. Mitte der 1990er Jahre stellte Wenders diese Verbindung von Vergangenheit und Gegenwart noch deutlicher heraus, indem er eine Anthologie seiner eigenen Fotografien aus dreißig Jahren Filmemachen und globalem Reisen unter dem Titel Einmal veröffentlichte. Hier werden Fotografien geradeheraus verwendet, um eine sehr persönliche Geschichte zu erzählen. 2018 stellte Wenders eigene Polaroids aus, die er beim Ordnen seines Nachlasses in einer Zigarrenkiste gefunden hatte. Es handelte sich sowohl um Alltagsfotos, in denen auch der Privatmensch zum Vorschein kommt, der mit der Sofortbildkamera sein Essen oder sein Auto fotografiert, als auch um Aufnahmen von Filmsets.  In der Ausstellung war auch eines der Bilder zu sehen, die Dennis Hopper in Der amerikanische Freund auf sich herabregnen ließ. Heute sind die Bilder Kunstobjekte mit hohem Wert, denn Polaroid-Bilder sind Unikate, weshalb sie im Zeitalter einer grenzenlosen digitalen Kopierbarkeit als besonders interessant bewertet werden.
Andy Warhol, der stets eine Polaroid-Kamera bei sich getragen haben soll, versuchte, Polaroids zu einer Kunstform zu erheben. Der Bildband Andy Warhol. Polaroids 1958–1987 zeigt viele dieser privaten, häufig spontanen Aufnahmen und wirkt aus heutiger Sicht wie ein analoges Facebook. Warhol selbst verglich seine Polaroid-Bilder mit einem „visuellen Tagebuch“. Er fotografierte unter anderen Jimmy Carter, Marc Chagall, Caroline von Monaco, John Lennon und die Rolling Stones, aber auch seine Schuhe, einen Gartenzwerg und eine verschüttete Cola.
Dass der Markenname Polaroid heute für weit mehr als unmittelbare Amateurfotografie steht, beweist auch eine Ausstellung im Museum für Kunst und Gewerbe Hamburg des Jahres 2018. Fotokünstler, die mit Polaroids arbeiten, sind beispielsweise Chuck Close, Ellen Carrey, Dawoud Bey, Bruce Charlesworth, Robert Mapplethorpe, Ellen von Unwerth, Maripol, Sibylle Bergemann und Helmut Newton.  Auch Künstler wie David Hockney setzten Polaroid-Fotografien in Fotocollagen ein. Teilweise werden auch fertige Bilder mechanisch weiter bearbeitet.
Eine weitere Form der Sofortbild-Kunst ist eine Art Polaroid-Malerei, die es seit den 1980er Jahren gibt. Hier werden noch nicht getrocknete Aufnahmen beispielsweise zu impressionistischen Gemälden und Collagen umgestaltet.